# Ammophila xinjiangana
Ammophila xinjiangana là một loài côn trùng cánh màng trong họ Sphecidae, thuộc chi Ammophila. Loài này được Li and C. Yang miêu tả khoa học đầu tiên năm 1989.